# Aan België overgedragen gebieden
De aan België overgedragen gebieden waren in de periode 1949-1958 een door België bestuurd grondgebied in het huidige Duitsland.

## Situering
Het gebied besloeg 1350 hectare en telde circa 700 inwoners. Het omvatte de Akense buurtschap Bildchen, de dorpen Leykaul, Losheim en het gehucht Hemmeres.

## Geschiedenis
Op 2 april 1949 werd het gebied aan België toegewezen door middel van het door zes landen ondertekend Verdrag van Parijs nadat bij besprekingen met Duitsland over de definitieve grensafbakening na de Tweede Wereldoorlog geen vooruitgang werd geboekt.
Daar het gebied de status had van militaire administratieve zone viel het onder het bestuur van het Belgisch ministerie van Defensie. Deze stelde generaal Paul Bolle aan als militair gouverneur. In de volksmond werd het gebied ook ‘Bollenien’ of ‘Bollenië’ genoemd. Het gebied werd administratief samengevoegd tot een gemeente en had een eigen rechtbank. 
Op 24 september 1956 werd het Verdrag van Brussel ondertekend met betrekking tot de Duits-Belgische onderhandelingen over compensaties voor het oorlogsleed alsook over de aanpassing van de Duits-Belgische grens bevatte. Op 6 augustus 1958 werd dit verdrag door Duitsland geratificeerd en op 28 augustus 1958 werden de grensaanpassingen doorgevoerd.